# История почты и почтовых марок Лагоса
История почты и почтовых марок Лагоса, ныне входящего в состав современной Нигерии, охватывает период второй половины XIX — начала XX веков, когда в почтовом обращении британской колонии Лагос использовались собственные почтовые марки (1874—1906).

## Домарочный период
Ранняя история почты этой территории началась в 1851 году, когда Великобритания захватила Лагос и его остров, бывший центром трансатлантической работорговли. В 1861 году Великобритания объявила Лагос своей колонией, а в 1886 году — протекторатом. Уже с 1852 года из Лагоса начал ходить почтовый пакетбот, однако календарный штемпель и ручной штемпель англ. «Paid at Lagos» («Оплачено в Лагосе») здесь стали использоваться только с марта 1859 года.

## Выпуски почтовых марок
Первые почтовые марки Лагоса были выпущены 10 июня 1874 года. Миниатюры были выгравированы и отпечатаны лондонской компанией De La Rue в марочных листах по 60 штук, на бумаге с водяным знаком «Crown CC» и зубцовкой 12½. При этом марки печатались в два приёма — основной и дополнительный, которым производилась надпись номинала. На марках первых эмиссий был помещён портрет королевы Виктории и дано название территории. Выпуск марок продолжался до 1905 года.
Лагос стал первой британской колонией, для которой были эмитированы марки высоких номиналов (2 шиллинга 6 пенсов, 5 и 10 шиллингов), однако марки достоинством в 10 шиллингов в основном употреблялись для фискальных нужд.
Всего за тридцать лет (1874—1904) для Лагоса было издано 59 почтовых марок. Надписи на оригинальных марках гласили: «Lagos» («Лагос»); «Postage» («Почтовый сбор») и «Postage & Revenue» («Почтовый и гербовый сбор»).

## В составе Южной Нигерии
С 16 февраля 1906 года Лагос был включён в состав протектората Южная Нигерия, который затем сам стал частью современной Нигерии в 1914 году. С 1906 года на территории Лагоса начали применяться марки Южной Нигерии, однако остатки лагосских марок также были в одновременном почтовом обращении по всей территории этого протектората, пока их запасы не были израсходованы.

## Память
В 1974 году в ознаменование 100-летия со дня выхода первой почтовой марки на своей территории Нигерией выпускалась юбилейная серия из четырёх марок номиналами в 5, 12, 18 и 30 кобо (SG #321—324). На миниатюре достоинством в 18 кобо была запечатлена первая лагосская однопенсовая марка 1874 года. Художник этой и двух других марок серии (SG #321—323) — С. Элуаре (S. Eluare), четвёртая марка была создана А. Онвудимегву (A. Onwudimegwu).
К 120-й годовщине первой нигерийской марки в 1994 году также выходила серия из четырёх миниатюр номиналами в 1; 1,50; 5 и 10 найр (SG #675—678), последняя из них — с изображением марки Лагоса 1874 года.